# Lista över arbetslivsmuseer i Kalmar län
Här följer en förteckning över arbetslivsmuseer i Kalmar län.

## Kalmar län
| Namn                                                 | Typ av museum                          | Kommun, ort                    | Adress Koordinat                                             | ID-nr | Bild                                                                                        |
| ---------------------------------------------------- | -------------------------------------- | ------------------------------ | ------------------------------------------------------------ | ----- | ------------------------------------------------------------------------------------------- |
| Tryckerimuseet                                       |                                        | Emmaboda kommun, Broakulla     | Åbyvägen 2 56.69358, 15.54532                                | 2042  | Ladda upp en bild av detta arbetslivsmuseum                                                 |
| Båt och Maskin Museum                                |                                        | Oskarshamn, Oskarshamn         | Norra Strandgatan 12 57.26653, 16.45912                      | 4622  | Ladda upp en bild av detta arbetslivsmuseum                                                 |
| Misterhults hembygdsgård                             |                                        | Oskarshamns kommun, Misterhult | Hembygdsparken 57.4657, 16.5447                              | 1991  | Ladda upp en bild av detta arbetslivsmuseum                                                 |
| Mönsterås Apoteksmuseum                              |                                        | Mönsterås                      | Kvarngatan 26 57.0354, 16.44023                              | 1999  | Ladda upp en till bild av detta arbetslivsmuseum                                            |
| Målilla motormuseum                                  |                                        | Hultsfreds kommun, Målilla     | Hultsfredsvägen 22 57.38388, 15.81407                        | 1998  | Ladda upp en till bild av detta arbetslivsmuseum                                            |
| Våneviks stenhuggarmuseum                            |                                        | Oskarshamns kommun, Vånevik    | Södra kajen, Vånevik 57.17998, 16.458                        | 2035  | Ladda upp en till bild av detta arbetslivsmuseum                                            |
| Störlinge lantbruks- och motormuseum                 | Motorhistoriskt museum                 | Borgholms kommun, Störlinge    | Störlinge 32 56.80265, 16.74173                              | 4384  | Ladda upp en bild av detta arbetslivsmuseum                                                 |
| Industri- och sopbilsmuseum                          |                                        | Mönsterås kommun, Blomstermåla | Norbavägen 10 56.98073, 16.3303                              | 2034  | Ladda upp en till bild av detta arbetslivsmuseum                                            |
| Telemuseum i Virserum                                |                                        | Hultsfreds kommun, Virserum    | Kyrkogatan 34, Dackestop 57.31707, 15.59083                  | 2053  | Ladda upp en till bild av detta arbetslivsmuseum                                            |
| Virserums möbelindustrimuseum                        |                                        | Hultsfreds kommun, Virserum    | Kyrkogatan 34, Dackestop 57.31707, 15.59083                  | 2052  | Ladda upp en till bild av detta arbetslivsmuseum                                            |
| Kalmar veterantåg                                    |                                        | Kalmar                         | 56.66183, 16.35977                                           | 1968  | Ladda upp en bild av detta arbetslivsmuseum                                                 |
| Johansfors kristallmuseum                            |                                        | Emmaboda kommun, Broakulla     | Johansfors glasbruk 56.6135, 15.56413                        | 1965  | Ladda upp en till bild av detta arbetslivsmuseum                                            |
| Västerviks Museum & Hvalstad kvarn                   |                                        | Västervik                      | Kulbacken 57.76617, 16.64413                                 | 1978  | Ladda upp en till bild av detta arbetslivsmuseum                                            |
| Kristdala hembygdsgård/lantbruksmuseum               |                                        | Oskarshamns kommun, Kristdala  | Oskarshamnsvägen/Västerviksvägen 57.39725, 16.20458          | 1975  | Ladda upp en bild av detta arbetslivsmuseum                                                 |
| Kläckeberga fattigstuga/skolmuseum                   |                                        | Kalmar                         | Kläckeberga 56.70683, 16.28827                               | 1970  | Ladda upp en bild av detta arbetslivsmuseum                                                 |
| Hembygdsgården i Loftahammar                         |                                        | Västerviks kommun, Loftahammar | Aleglo 57.90855, 16.71482                                    | 1948  | Ladda upp en bild av detta arbetslivsmuseum                                                 |
| Glas- och luffarutställning                          |                                        | Högsby kommun, Grönskåra       | Gamla Björkshult glasbruk 57.08178, 15.69172                 | 1942  | Ladda upp en bild av detta arbetslivsmuseum                                                 |
| Hembygdsgården i Bötterum                            |                                        | Högsby kommun, Bötterum        | 57.09358, 16.15598                                           | 1947  | Ladda upp en bild av detta arbetslivsmuseum                                                 |
| Ålunds mekaniska verkstad                            |                                        | Hultsfreds kommun, Silverdalen | Länsväg 129 vid Lönneberga vandrarhem 57.55631, 15.71618     | 4177  | Ladda upp en bild av detta arbetslivsmuseum                                                 |
| Hultsfreds-Hus museum                                |                                        | Hultsfred                      | 57.48862, 15.83557                                           | 1955  | Ladda upp en bild av detta arbetslivsmuseum                                                 |
| Hultsfreds hembygdspark/Hultsfreds slätt             |                                        | Hultsfred                      | Östra långgatan 57.49902, 15.85647                           | 1954  | Ladda upp en bild av detta arbetslivsmuseum                                                 |
| Hembygdsgården Skansen                               |                                        | Kalmar kommun, Rockneby        | Ryssby 56.7979, 16.35273                                     | 1951  | Ladda upp en till bild av detta arbetslivsmuseum                                            |
| Hullgrensgården, Harbergska gården                   |                                        | Mönsterås kommun, Pataholm     | Pataholm 56.9164, 16.42963                                   | 1953  | Ladda upp en till bild av detta arbetslivsmuseum                                            |
| Holmskvarns garveri                                  |                                        | Kalmar kommun, Vassmolösa      | Holmskvarn 56.55293, 16.15593                                | 1952  | Ladda upp en bild av detta arbetslivsmuseum                                                 |
| The Glass Factory - Glasmuseet i Boda                |                                        | Emmaboda kommun, Boda glasbruk | Storgatan 5 56.73017, 15.67642                               | 4409  | Ladda upp en till bild av detta arbetslivsmuseum                                            |
| Museet Näktergalen                                   |                                        | Vimmerby                       | Sevedegatan 43 57.66603, 15.8562                             | 1995  | Ladda upp en till bild av detta arbetslivsmuseum                                            |
| Psykiatriska museet                                  | Psykiatrihistoriskt museum             | Västervik                      | Sjöstadsvägen 23 57.78398, 16.59122                          | 2709  | Se fler bilder av detta arbetslivsmuseum · Ladda upp en till bild av detta arbetslivsmuseum |
| Målilla mekaniska verkstad                           |                                        | Hultsfreds kommun, Målilla     | Södra Långgatan 6 57.38892, 15.82212                         | 2702  | Ladda upp en till bild av detta arbetslivsmuseum                                            |
| Döderhultarns ateljé                                 |                                        | Oskarshamn                     | Garvaregatan 9 57.26862, 16.44917                            | 1923  | Se fler bilder av detta arbetslivsmuseum · Ladda upp en till bild av detta arbetslivsmuseum |
| Fliseryds hembygdspark                               |                                        | Mönsterås                      | Örnebäcksvägen/Klockaregatan 57.1227, 16.26345               | 1932  | Ladda upp en bild av detta arbetslivsmuseum                                                 |
| Figeholms sjöfartsmuseum                             |                                        | Oskarshamns kommun, Figeholm   | Ågatan 4 57.37132, 16.55117                                  | 1931  | Ladda upp en till bild av detta arbetslivsmuseum                                            |
| Föreningen Smalspåret Växjö-Västervik                |                                        | Hultsfreds kommun, Virserum    | Virserums station, Södra Järnvägsgatan 20 57.32053, 15.57728 | 1936  | Ladda upp en till bild av detta arbetslivsmuseum                                            |
| Fröåsa handpappersbruk                               |                                        | Hultsfreds kommun, Virserum    | Virserums hembygdspark, Storgatan 57.3088, 15.5863           | 1934  | Ladda upp en till bild av detta arbetslivsmuseum                                            |
| Garpens fyrplats                                     |                                        | Torsås, Bergkvara              | Garpen 56.39023, 16.1287                                     | 1939  | Ladda upp en till bild av detta arbetslivsmuseum                                            |
| Janssons lantbruksmuseum (nedlagt)                   |                                        | Västerviks kommun, Gamleby     | Eldslösa i Gamleby 57.90373, 16.39478                        | 4361  | Ladda upp en bild av detta arbetslivsmuseum                                                 |
| Tjustskärgårdens arbetslivsmuseum                    |                                        | Västerviks kommun, Storkläppen | Storkläppens fyrplats, Loftahammar 57.84312, 16.84662        | 4360  | Ladda upp en bild av detta arbetslivsmuseum                                                 |
| Almviks tegelbruksmuseum                             | Industriminne                          | Västerviks kommun, Almvik      | Almvik 57.83335, 16.44303                                    | 1908  | Ladda upp en till bild av detta arbetslivsmuseum                                            |
| Voxtorps landsbygdsmuseum                            |                                        | Kalmar kommun, Vassmolösa      | Gamla Prästgården, Voxtorp 56.5365, 16.1385                  | 4435  | Ladda upp en bild av detta arbetslivsmuseum                                                 |
| Aktiveum museum och aktiviteter                      |                                        | Västerviks kommun, Ankarsrum   | Valsverksvägen1, Kungsvägen 13 57.6986, 16.32952             | 1910  | Ladda upp en bild av detta arbetslivsmuseum                                                 |
| Bergkvara sjöfartsmuseum                             |                                        | Torsås kommun, Bergkvara       | Hamnmagasinet i hamnen 56.38682, 16.08975                    | 1913  | Ladda upp en bild av detta arbetslivsmuseum                                                 |
| Skonaren Linnéa                                      |                                        | Västervik, Gamleby             | Träskeppsvarvet Casimirsborg, Gamleby 57.8789, 16.42875      | 2024  | Ladda upp en bild av detta arbetslivsmuseum                                                 |
| Skälsbäcks skolmuseum                                |                                        | Högsby kommun, Fagerhult       | Skälsbäcks skola 57.19563, 15.6168                           | 2027  | Ladda upp en bild av detta arbetslivsmuseum                                                 |
| S/M Vega                                             |                                        | Västerviks kommun, Gamleby     | Träskeppsvarvet i Gamleby, Casimirsborg 57.9002, 16.4099     | 2021  | Ladda upp en bild av detta arbetslivsmuseum                                                 |
| S/S Nalle                                            |                                        | Oskarshamn                     | Oskarshamns hamn 57.26765, 16.45943                          | 2022  | Se fler bilder av detta arbetslivsmuseum · Ladda upp en till bild av detta arbetslivsmuseum |
| Storebro bruksmuseum                                 |                                        | Vimmerby kommun, Storebro      | Vimmerbyvägen 10b 57.58528, 15.83722                         | 2038  | Ladda upp en bild av detta arbetslivsmuseum                                                 |
| Kalmar sjöfartsmuseum                                |                                        | Kalmar                         | Södra långgatan 81 56.66515, 16.37148                        | 1967  | Se fler bilder av detta arbetslivsmuseum · Ladda upp en till bild av detta arbetslivsmuseum |
| Flygts industrimuseum                                |                                        | Emmaboda                       | Lindås 56.62328, 15.56817                                    | 1963  | Ladda upp en till bild av detta arbetslivsmuseum                                            |
| Smalspårsjärnvägen Hultsfred-Västervik               |                                        | Västervik                      | 57.75597, 16.64373                                           | 4330  | Ladda upp en till bild av detta arbetslivsmuseum                                            |
| Oskarshamns sjöfartsmuseum med båt- och maskinmuseum |                                        | Oskarshamn                     | Norra Kajen 23 57.26302, 16.44667                            | 2006  | Se fler bilder av detta arbetslivsmuseum · Ladda upp en till bild av detta arbetslivsmuseum |
| Orrefors Museum                                      |                                        | Nybro, Orrefors                | Orrefors glasbruk 56.85117, 15.39493                         | 2004  | Ladda upp en till bild av detta arbetslivsmuseum                                            |
| Oskarshamns grafiska museum                          |                                        | Oskarshamn                     | Hantverksgatan 64 57.25832, 16.45673                         | 2005  | Ladda upp en bild av detta arbetslivsmuseum                                                 |
| Persmo Skolmuseum                                    |                                        | Emmaboda kommun, Eriksmåla     | Eriksmåla 345 56.75117, 15.45528                             | 2009  | Ladda upp en bild av detta arbetslivsmuseum                                                 |
| Orrefors hammarsmedja                                |                                        | Nybro kommun, Orrefors         | Vändstigen 21 56.84115, 15.74587                             | 4415  | Ladda upp en bild av detta arbetslivsmuseum                                                 |
| Mörlunda hembygdsförening                            |                                        | Hultsfreds kommun, Mörlunda    | Furuängsvägen 11 57.31975, 15.8714                           | 4412  | Ladda upp en till bild av detta arbetslivsmuseum                                            |
| Smalspåret i Hultsfred AB                            |                                        | Hultsfreds kommun, Virserum    | Virserums station, Södra Järnvägsgatan 20 57.32053, 15.57728 | 4329  | Ladda upp en till bild av detta arbetslivsmuseum                                            |
| Hjorteds mopedmuseum                                 |                                        | Västerviks kommun, Hjorted     | Falsterbovägen 20 57.62363, 16.31303                         | 4326  | Ladda upp en bild av detta arbetslivsmuseum                                                 |
| Hönsalottas luffarmuseum                             |                                        | Emmaboda kommun, Boda glasbruk | Boda Glasbruk 56.7299, 15.67685                              | 4214  | Ladda upp en bild av detta arbetslivsmuseum                                                 |
| Qvarnö kvarn                                         |                                        | Hultsfreds kommun, Silverdalen | Qvarnö 57.50727, 15.64767                                    | 2013  | Ladda upp en bild av detta arbetslivsmuseum                                                 |
| Pukebergs glasbruksmiljö och museum                  |                                        | Nybro                          | Pukebergarnas väg 56.73173, 15.92268                         | 2012  | Ladda upp en till bild av detta arbetslivsmuseum                                            |
| Fyren Långe Erik                                     |                                        | Borgholms kommun, Byxelkrok    | Ölands norra fyrplats 57.36722, 17.09725                     | 2488  | Se fler bilder av detta arbetslivsmuseum · Ladda upp en till bild av detta arbetslivsmuseum |
| Fyren Långe Jan                                      |                                        | Mörbylånga kommun, Degerhamn   | Ölands södra udde, Ottenby 56.19798, 16.3988                 | 2489  | Se fler bilder av detta arbetslivsmuseum · Ladda upp en till bild av detta arbetslivsmuseum |
| Böda Skogsjärnväg                                    | Museijärnväg                           | Borgholm, Böda                 | Fagerrörvägen 60 57.31258, 17.11018                          | 2486  | Ladda upp en till bild av detta arbetslivsmuseum                                            |
| Degerhamns industri- och sjöfartsmuseum              |                                        | Mörbylånga kommun, Degerhamn   | Cementfabriken 56.35268, 16.4079                             | 2487  | Ladda upp en bild av detta arbetslivsmuseum                                                 |
| Överums bruksmuseum                                  |                                        | Överum, Västerviks kommun      | Hammarsmedsvägen 1 57.98728, 16.32408                        | 2061  | Ladda upp en bild av detta arbetslivsmuseum                                                 |
| James Bond 007-museet                                |                                        | Nybro                          | Emmabodavägen 20 56.74027, 15.89103                          | 4498  | Ladda upp en bild av detta arbetslivsmuseum                                                 |
| Lerkaka kvarnrad                                     |                                        | Borgholms kommun, Färjestaden  | Lerkaka 56.72008, 16.71057                                   | 2491  | Ladda upp en till bild av detta arbetslivsmuseum                                            |
| Ölands museum, Himmelsberga                          | Kulturhistoriskt museum friluftsmuseum | Himmelsberga, Borgholms kommun | Himmelsberga 56.73925, 16.71063                              | 2490  | Se fler bilder av detta arbetslivsmuseum · Ladda upp en till bild av detta arbetslivsmuseum |
| M/S Sydfart                                          |                                        | Kalmar                         | koordinater saknas                                           | 2493  | Ladda upp en till bild av detta arbetslivsmuseum                                            |
| M/S Kalmarsund VIII                                  |                                        | Mörbylånga kommun, Färjestaden | 56.64988, 16.4646                                            | 2492  | Se fler bilder av detta arbetslivsmuseum · Ladda upp en till bild av detta arbetslivsmuseum |
| Jordhamns skurverk                                   |                                        | Borgholms kommun, Jordhamn     | Jordhamn 57.10863, 16.89402                                  | 2495  | Se fler bilder av detta arbetslivsmuseum · Ladda upp en till bild av detta arbetslivsmuseum |
| Sandviks kvarn                                       |                                        | Borgholms kommun, Sandvik      | 57.07255, 16.8586                                            | 2494  | Se fler bilder av detta arbetslivsmuseum · Ladda upp en till bild av detta arbetslivsmuseum |
| Störlinge kvarnar                                    |                                        | Borgholm                       | Störlinge 56.8102, 16.7435                                   | 2496  | Ladda upp en till bild av detta arbetslivsmuseum                                            |
| M/S Aron                                             |                                        | Västerviks kommun, Gamleby     | Träskeppsvarvet i Gamleby, Kasimirsborg 57.87777, 16.43427   | 1987  | Ladda upp en bild av detta arbetslivsmuseum                                                 |
| Kyrkeby gårdsbränneri                                |                                        | Emmaboda kommun, Vissefjärda   | Kyrkeby Gård 56.53825, 15.6066                               | 1980  | Ladda upp en till bild av detta arbetslivsmuseum                                            |
| Torstamåla torvmuseum                                | Industrimuseum, agrarmuseum            | Emmaboda kommun, Torstamåla    | Torstamåla 10, Eriksmåla 56.76033, 15.59417                  | 4394  | Ladda upp en bild av detta arbetslivsmuseum                                                 |
| Målilla sanatoriemuseum                              |                                        | Hultsfreds kommun, Målilla     | 57.3916, 15.77748                                            | 1997  | Ladda upp en till bild av detta arbetslivsmuseum                                            |